# Карлос Сантос де Жезус
Карлос Сантос де Жезус (англ. Carlos Santos de Jesus; 25 февраля 1985, Сан-Паулу, Бразилия) — бразильский футболист, защитник.

## Биография
Карлос родился на окраине Сан-Паулу, в одном из бедных кварталов города. Позже пошёл в одну из самых известных бразильских футбольных школ в «Сан-Паулу». В 2004 году был включен в первую команду. Зимой 2006 года попал в список интересов загребского «Динамо». В феврале был куплен, подписал контракт до 2012 года. Дебют в чемпионате Хорватии состоялся 25 февраля 2006 года в матче против «Камен Инграда» (1:5). Отыграв два года в Хорватии, получил гражданство этой страны. В 2009 году отправлен в полугодичную аренду в клуб «Вартекс». В феврале 2010 года Карлос перешёл в китайский «Шаньдун Лунэн» на правах аренды. В команде провёл один год. Затем играл на правах аренды за «Загреб».
Летом 2011 года подписал контракт с «Аль-Иттифаком» из Саудовской Аравии.

## Достижения
- Чемпион Хорватии (4): 2005/06, 2006/07, 2007/08, 2008/09
- Обладатель Кубка Хорватии (3): 2006/07, 2007/08, 2008/09